# دون خوان دی‌مارکو
دون خوان دی‌مارکو (به انگلیسی: Don Juan DeMarco) فیلمی آمریکایی، کمدی-درام و رمانتیک است که در سال ۱۹۹۵ ساخته شده‌است. ستارهٔ فیلم جانی دپ است که نقش جان آرنولد دی‌مارکو، کسی که خودش را دون خوان می‌داند، را ایفا کرده‌است. او شنل می‌پوشد و ماسک می‌زند. روان‌پزشک او، دکتر جک میکلر (مارلون براندو) سعی دارد تااو را از توهم بیرون آورد. اما جلسات روانی اثر غیرمنتظره‌ای روی کارکنان مرکز روانی می‌گذارد. برخی از توهم‌های دی‌مارکو الهام می‌گیرند اما از همه بیشتر خود دکتر میکلر تحت تأثیر او قرار می‌گیرد.

## بازیگران
| بازیگر             | نقش                         |
| ------------------ | --------------------------- |
| جانی دپ            | جان آرنولد دی‌مارکو/دون خوان |
| مارلون براندو      | دکتر جک میکلر               |
| فی داناوی          | مریلین میکلر                |
| گرالدین پایهاس     | دونا آنا                    |
| فرنس لوز           | دون آنتونیو                 |
| باب دیشی           | دکتر پل شوالتر              |
| ریچل تیکوتین       | دونا اینز                   |
| تالیسا سوتو        | دونا جولیا                  |
| تاینی لیستر        | روکو کامپتون                |
| ریچارد سی. سارافین | بازرس سی توبیاس             |
| تریسا هافز         | مادربزگ دی‌مارکو             |
| استفان سینگر       | دکتر بیل دانمور             |
| سلنا               | رانچرو                      |